# Mercy (canción de Muse)
«Mercy» es una canción de la banda de rock británica Muse de su séptimo álbum, Drones. Fue lanzado como el segundo sencillo del álbum el 18 de mayo de 2015.
«Mercy» fue utilizada en spots promocionales y en el tráiler del videojuego Batman: Arkham Knight.

## Composición
Dentro de la historia de «Drones», «Mercy» explica cómo el protagonista reconoce que se ha perdido a sí mismo y que ha sido superado por las fuerzas oscuras que fueron introducidas en «Psycho». En este momento, el protagonista aún conserva algo de su conciencia para ver que algo malo le está sucediendo.
La introducción en piano ha sido comparada con la de Starlight.

## Vídeo musical
El vídeo musical fue grabado en Los Ángeles y fue dirigido por Sing J. Lee. La actriz que interpreta a la protagonista del vídeo es Elle Evans, quien acabió convirtiéndose en esposa de Matt Bellamy.
Se intercalan tomas de la banda tocando en un gran escenario interior con una iluminación brillante y dinámica con las escenas de la historia. En estas escenas se muestra a un grupo de científicos estudiando a la protagonista, a quien mantienen captiva, para posiblemente convertirla en una androide. Tras lo que parece ser una secuencia en la que la mujer vive el mismo día repetidas veces, esta se acaba liberando y escapando de los científicos. El significado del vídeo no está claro y ha sido objeto de debate por parte de los fans.

## Recepción
«Mercy» recibió críticas mixtas. La web de música británica Gigwise alabó la canción por ser "sincera" y una "impoluta gema de estadio". Por otro lado, la revista Consequence of Sound criticó que, a pesar de ser "un himno reminiscente del actual U2", "el comentario político supuestamente incisivo es invalidado por su palpable anhelo de ser reproducido en cadenas de rock comercial".

## Posicionamiento en listas
| Listas (2015)                                 | Mejor Posición |
| --------------------------------------------- | -------------- |
| Francia (SNEP)                                | 40             |
| España (Top 100 Canciones)                    | 49             |
| Estados Unidos (Hot Rock & Alternative Songs) | 40             |